# خوسيه لويس غونزاليس (ملحن)
خوسيه لويس غونزاليس (بالإسبانية: José Luis González)‏ هو ملحن مكسيكي، ولد في 1937 في Capilla de Guadalupe ‏ في المكسيك.